# Піковці
Піковці — козацький-старшинський рід, що походив з Лубенщини.

## Рід
I
- Матвій Піковець (?—?) — лубенський козак

+ N. Папкевич — сестра Іркліївського полковника та судді Лубенського полку Матяша Папкевича
II
- Піковець Федір Матвійович — козак Лукомської сотні (1649)
- Піковець Василь Матвійович — сотник Лукомської сотні Лубенського полку (1709—1716 рр.);

III
- Піковець Іван Васильович (1710—1751) — сотник Лукомської сотні Лубенського полку (1732—1741 рр.), писар Генерального військового суду (1743—1751 рр.)

+ Лизогуб Олена Андріївна
- Піковець Степан Васильович — сотник Лукомської сотні Лубенського полку (1742—1758 рр.)

IV
- Остроградська Марфа Іванівна (? — с. Мануйлівка) — дружина бунчукового товариша та підкоморія Остапівського повіту (1764—1774) Андрій Федорович Остроградський (1734/1737 — 1774) та в другому шлюбі (1780) — бригадира Костянтина Лалоша. Успадкувала від батька с. Іванівку з хутором Лукомської сотні
- Піковець Михайло Іванович ??
- Піковець N Степанівна — перша дружина снітинського сотника (1760—1769 рр.) Павла Івановича Кулябка (1737—1785)

V
- Піковець Василь Михайлович — повітовий возний (1769—1782 рр.), військовий товариш Лубенського полку (1782—1786 рр.), поруччик
- Піковець Павло Михайлович — військовий товариш Лубенського полку;